# John Callcott Horsley
Pour les articles homonymes, voir Callcott et Horsley.
John Callcott Horsley (29 janvier 1817 – 18 octobre 1903) est un peintre académique britannique de scènes de genre et historiques, illustrateur et concepteur de la première carte de Noël. Il est membre de la colonie d'artistes de Cranbrook.

## Enfance et éducation
Horsley nait à Londres, fils de William Horsley, musicien et petit-neveu d'Augustus Wall Callcott. Sa sœur Mary Elizabeth Horsley épouse le célèbre ingénieur britannique Isambard Kingdom Brunel en 1836. Horsley est encadré par William Mulready et Augustus Wall Callcot qui l'envoient à treize ans étudier à l'académie du Dr Henry Sass où il rencontre Dante Gabriel Rossetti, John Everett Millais et William Powell Frith. Dans sa biographie, Horsley parle du Dr Sass comme étant vaniteux et sans talent. Après l'école préparatoire, Horsley étudie la peinture dans les écoles de la Royal Academy où il rencontre Thomas Webser. En 1836, il expose La Fierté du Village (Galerie Vernon) à la Royal Academy.

## Famille

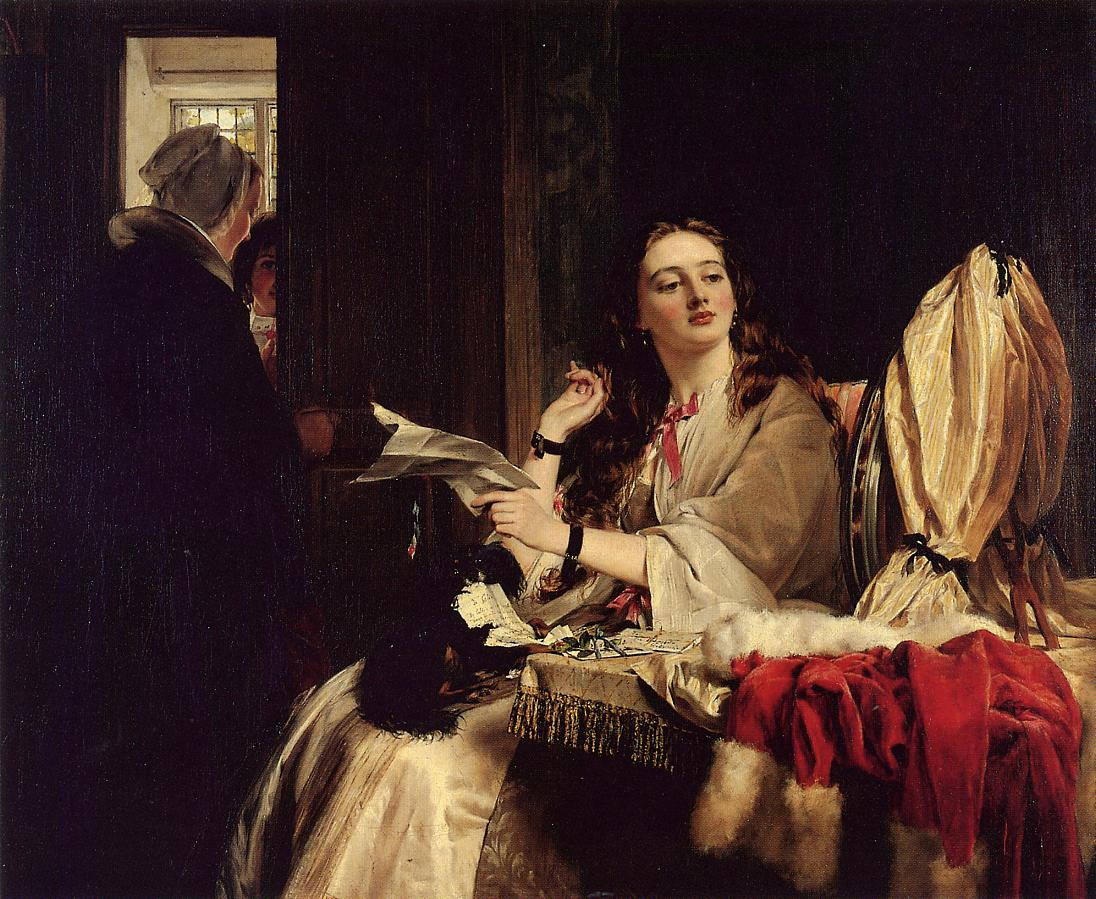
« Saint-Valentin » par Horsley

Horsley épouse Elvira Walter en 1846 avec qui il a trois fils : Edward (1848), Frank (1849) et Harry (1850). Elvira meurt de tuberculose en 1852, suivie de la mort d'Edward et Harry en 1854 et de Frank en 1857 à cause de la scarlatine.
Horsley se remarie avec Rosamund Haden, issue d'une famille de chirurgiens distingués - son père Charles Haden a un cabinet à Sloan Street et son frère Francis Seymour Haden est chirurgien et graveur, fondateur de la Royal Society of Painter-Printmakers en 1880. Rosamund donne naissance à Walter (1855), Hugh (1856), Victor (1857), Emma (1858), Fanny (1859), Gerald (1862) et Rosamund (1864). Gerald devient architecte, Walter artiste étudiant également dans les écoles RA et Victor chirurgien. Victor Horsley (né en 1857) devient célèbre en tant que chirurgien et neuropathologiste et éminent partisan de la cause de la recherche expérimentale. Hugh et Emma sont morts de la scarlatine.
Après son mariage avec Rosamund en 1854, Horsley et sa nouvelle épouse visitent les Midlands pendant cinq mois pour établir des contacts avec de riches industriels pour des commandes de portraits. Horsley emménage dans « Willesley », sa maison à Cranbrook en 1861, rejoignant la colonie de Cranbrook ; tout en gardant une maison à Londres. L'architecte Richard Shaw ajoute "... de hautes cheminées et des "cantous" confortables" dans le style jacobéen à "Willesley".

## Carrière
Les peintures de Horsley représentent en grande partie des sujets historiques se déroulant aux XVIIe et XVIIIe siècles, influencés par les maîtres hollandais Pieter de Hooch et Vermeer comme par exemple "Malvolio", "L'Allegro et il Penseroso" (peint pour le Prince Consort), "Le Jour des Morts" et "Une scène de Don Quichotte".
A ses débuts d'artiste, Horsley est parrainé par le collectionneur John Sheepshanks, qui achète deux de ses peintures : The Rival Performers (1839) et Youth and Age (1839) qui font désormais tous deux partie de la collection du Victoria and Albert Museum. Callcott Horsley expose un deuxième tableau intitulé « Jeunesse et âge » à la Royal Academy en 1851.

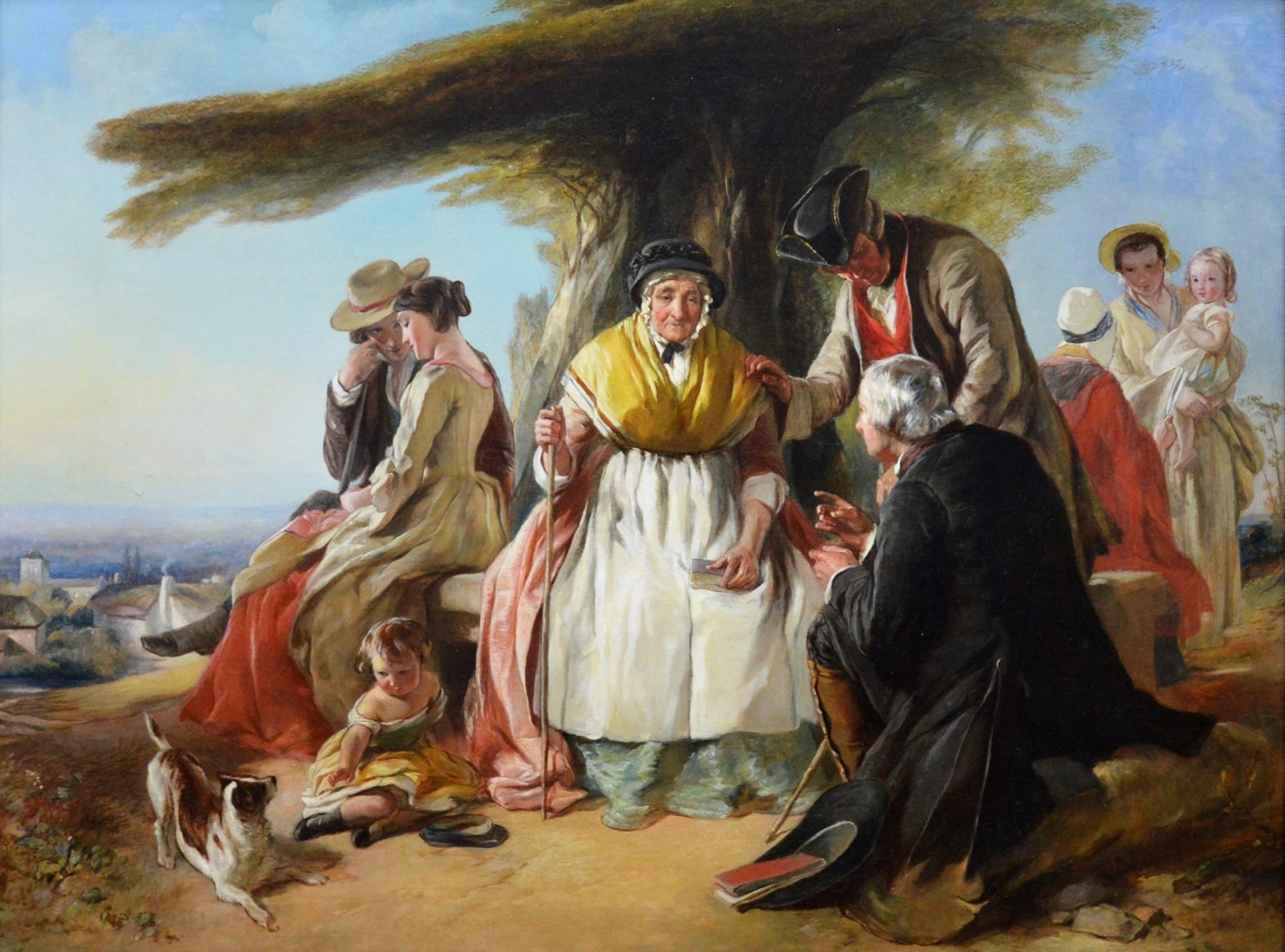
« Jeunesse et âge » par John Callcott Horsley. Exposé à la Royal Academy en 1851.

En 1843, sa caricature (dessin préliminaire) de « La prédication de saint Augustin » remporte un prix au concours pour la décoration intérieure du palais de Westminster. Cela lui vaut d'être sélectionné en 1844, il est l'un des six peintres chargés d'y exécuter des fresques. Il peint la Religion (1845) à la Chambre des Lords, Henri V assumant la couronne et Satan touché par la lance d'Ithuriel tout en murmurant de mauvais rêves à Ève. Il produit également trois des quatre planches pleine page illustrant les principaux sacrements pour le Livre de prière commune enluminé de 1845 conçu par Owen Jones. En 1864, il devient académicien royal (RA). Horsley joue un rôle important dans l'organisation des expositions hivernales de « Maîtres anciens » à Burlington House après 1870.
Horsley est recteur et trésorier de la Royal Academy de 1875 à 1890 et de 1882 à 1897. Il gagne le surnom de « Clothes-Horsley » pour son opposition à l'utilisation de modèles nus. Lorsque, dans les années 1880, l'exemple du Salon français commence à affecter les exposants de l'Académie et que les peintures de nus deviennent à la mode, il proteste contre cette innovation et son attitude fait que Punch lui donne le sobriquet de « M. J. C. (lothes) Horsley"  (un jeu de mots sur l'étendoir à linge ).
Il démissionne de l'académie en 1897 et devient « académicien à la retraite ».

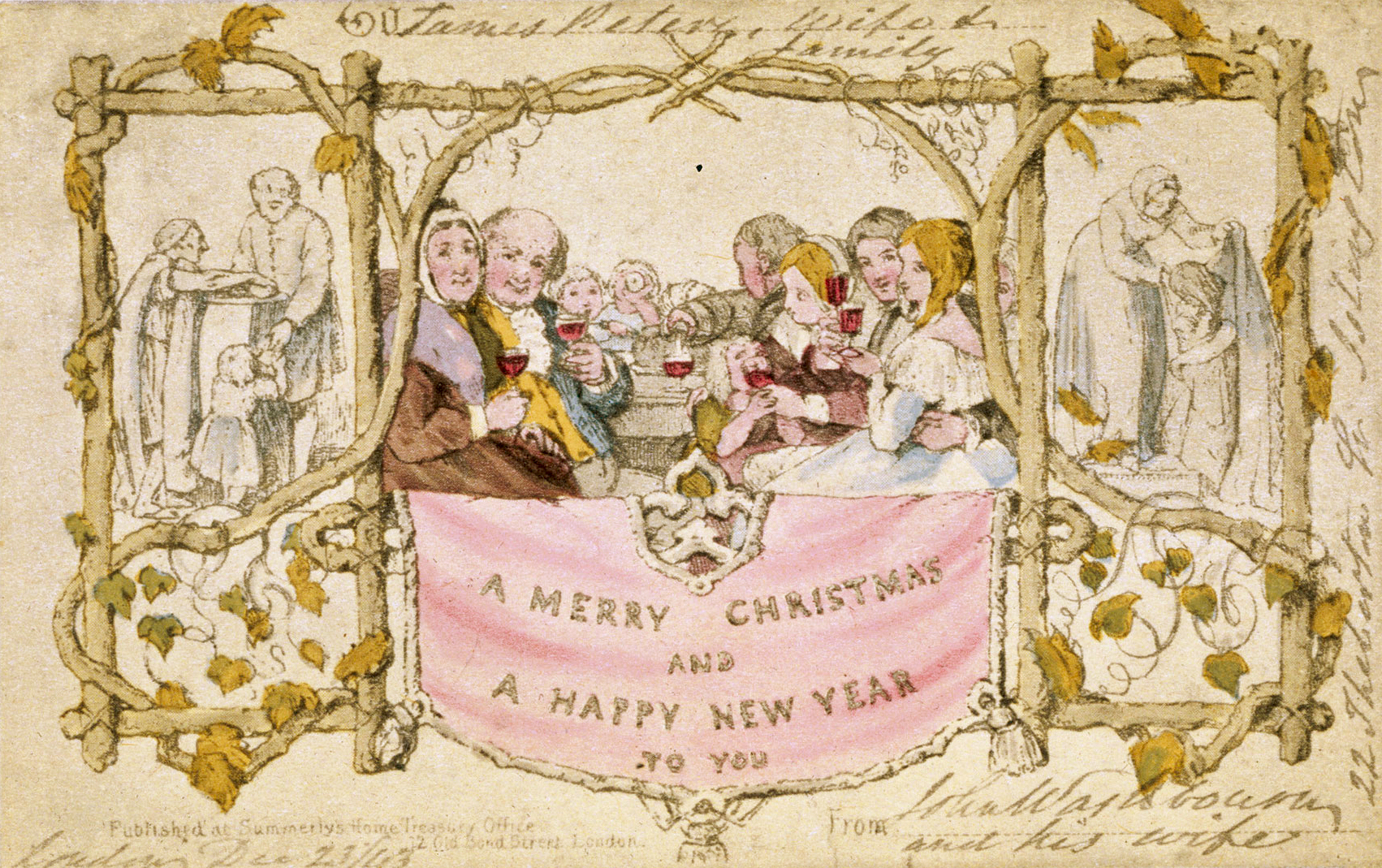
La première carte de Noël au monde

En 1843, Horsley conçoit la toute première carte de Noël, commandée par Henry Cole. Il suscite une certaine controverse car il représente un petit enfant buvant du vin. Il conçoit également l'enveloppe Horsley, une enveloppe prépayée qui est le précurseur du timbre-poste.
En 1856, Horsley est photographié au « Photographed Institute » par Robert Howlett, dans le cadre d'une série de portraits de « beaux artistes ». L'image fait partie d'un groupe exposé à l'exposition des trésors d'art à Manchester en 1857.
Horsley est membre du Etching Club basé à Londres et contribue aux illustrations des éditions de " The Deserted Village " (Oliver Goldsmith) et "Songs of Shakespeare". Il illustre également un certain nombre d'autres livres, dont « Little Princes » d'Eliza Slater (Londres : Henry G. Bohn, 1890).